# Shoelace
Shoelace (englisch für Schnürsenkel) war ein soziales Netzwerk des US-amerikanischen Unternehmens Google LLC. Nach dem im April 2019 eingestellten Dienst Google+, war dies Googles nächster Versuch ein soziales Netzwerk aufzubauen. Um die Nutzer nicht direkt erneut zu verschrecken, wurde dies erstmal unter der Marke Area 120 getan.
Nachdem der Dienst im Juli 2019 online ging, kündigte Area 120 Ende April 2020 an, das soziale Netzwerk binnen zwei Wochen bis 12. Mai 2020 einzustellen. Google gab das Projekt auf, da man nicht über die Grenzen von New York City expandieren konnte und somit global gesehen als soziales Netzwerk irrelevant blieb.

## Konzept
Obwohl man natürlich aus den Fehlern von Google+ gelernt hatte, orientierte man sich an dem Konzept. Im Gegensatz zu beispielsweise Facebook und Twitter versuchte man einen anderen Ansatz von sozialem Netzwerk. Man fokussierte sich mehr darauf, Menschen im echten Leben zueinander zuführen. Vor allem sollten dies neue Beziehungen und Freundschaften sein, im Gegensatz zur Pflege alter.

## Zugang
Die App befand sich in einer Betaphase. Nutzer von Android und iOS-Geräten konnten nur per Einladung beitreten.